# Stadion Giorgio Ascarelli
Stadio Giorgio Ascarelli, također poznat kao Stadion Partenopeo, bio je više-korisnički stadion u Napulju, Italija. Uglavnom se koristi za nogometne utakmice. Stadion je bio u mogućnosti primiti 40,000 ljudi. 
Tijekom Svjetskog prvenstva u Italiji 1934, bio je domaćin dvije utakmice. No stadion je bio uništen u bombardiranju tijekom Drugog svjetskog rata.